# Oreoderus
Oreoderus är ett släkte av skalbaggar. Oreoderus ingår i familjen Cetoniidae.

## Dottertaxa tillOreoderus, i alfabetisk ordning[1]
- Oreoderus aciculatus
- Oreoderus ahrensi
- Oreoderus argillaceus
- Oreoderus arrowi
- Oreoderus bengalensis
- Oreoderus bhutanus
- Oreoderus bidentatus
- Oreoderus birmanus
- Oreoderus brevicarinatus
- Oreoderus brevipennis
- Oreoderus clypealis
- Oreoderus coomani
- Oreoderus crassipes
- Oreoderus gestroi
- Oreoderus gracilicornis
- Oreoderus gravis
- Oreoderus humeralis
- Oreoderus insularis
- Oreoderus longicarinatus
- Oreoderus maculipennis
- Oreoderus meridionalis
- Oreoderus momeitensis
- Oreoderus pilosus
- Oreoderus pseudohumeralis
- Oreoderus quadricarinatus
- Oreoderus quadrimaculatus
- Oreoderus rufulus
- Oreoderus siamensis
- Oreoderus sikkimensis
- Oreoderus suco
- Oreoderus waterhousei